# Bataille de Calebee Creek
Guerre Creek
Batailles
Guerre Creek :
- Burnt Corn
- Fort Mims
- Bashi Skirmish (en)
- Tallushatchee
- Talladega
- Canoe Fight (en)
- Autossee
- Holy Ground
- Calebee Creek
- Emuckfaw et Enotachopo Creek (en)
- Horseshoe Bend

La bataille de Calebee Creek ou Calabee Creek est un affrontement de la guerre Creek qui eut lieu le 27 janvier 1814 près de la ville actuelle de Tuskegee en Alabama. Environ 1 800 guerriers creeks de la faction des Red Sticks attaquèrent de nuit le campement américain du général John Floyd alors qu'il était en campagne dans le but d'attaquer le village de Tuckabatchee (en). Après avoir été pratiquement submergées par l'assaut, les forces américaines parvinrent à contre-attaquer et à mettre en fuite les Amérindiens. Affaibli et craignant de nouvelles attaques, Floyd se retira et finit par reconduire ses troupes en Géorgie.